# Quốc kỳ Antigua và Barbuda

Quốc kỳ, tỉ lệ: 2:3

Quốc kỳ Antigua và Barbuda (tiếng Anh: Flag of Antigua and Barbuda) được sử dụng chính thức từ ngày 27 tháng 2 năm 1967, đánh dấu sự tự trị của nước này. Sau khi giành được độc lập, một cuộc thi thiết kế lá cờ đã được tổ chức, trong đó hơn 600 người dân địa phương tham gia. Thiết kế chiến thắng do nghệ sĩ, nhà điêu khắc Sir Reginald Samuel thiết kế.

## Ý nghĩa
Mỗi màu trên lá cờ đều có ý nghĩa: Màu đen tượng trưng cho nguồn gốc châu Phi của người dân, màu xanh tượng trưng cho hi vọng, còn màu đỏ biểu tượng của nguồn năng lượng hoặc động lực của người dân. Dải màu vàng, xanh nước biển và trắng nối tiếp nhau tượng trưng cho mặt trời, biển và cát. Màu xanh còn là biểu trưng của Biển Caribe. Hình chữ V là biểu tượng của thắng lợi. Hình mặt trời mọc trên lá cờ biểu tượng cho bình minh của một kỉ nguyên mới.

## Biến thể

Cờ hiệu hải quân, tỉ lệ: 2:3

Cờ hiệu hải quân của quốc gia này, được lực lượng tuần tra ven biển sử dụng, gồm nền trắng, chữ thập đỏ và quốc kỳ ở góc trên bên trái.

Cờ của thống đốc Antigua và Barbuda trong giai đoạn 1956-1981, trước khi quốc gia này giành độc lập